# Canardo (rappeur)
Pour les articles homonymes, voir Canardo.
Canardo, de son vrai nom Hakim Mouhid, né le 22 septembre 1984 à Trappes, dans les Yvelines, est un rappeur, chanteur, auteur-compositeur-interprète, producteur et beatmaker français d'origine marocaine. Il est le frère du rappeur La Fouine. Il est connu pour ses productions sur les albums de La Fouine, Disiz et Sultan.

## Biographie

### Jeunesse et débuts
Né à Trappes dans les Yvelines, Hakim est le dernier d'une famille de sept enfants et le frère de La Fouine. À douze ans, son père, ouvrier, lui fait découvrir les grands noms de la chanson française (Jacques Brel, Léo Ferré…“Notre père tenait à ce que l’on apprenne la musique. Mon frère a fait du piano, ma sœur du violoncelle, et moi, de la flûte!” déclare-t-il au magazine Public . Familier avec la culture musicale, il s'intéresse autant aux paroles crues du rap américain avec Dr. Dre ou encore Mobb Deep qu'à la douceur de la variété française. Un an plus tard, il se lance dans le rap français avec le groupe La Smala. Las de rapper toujours sur les mêmes morceaux, Hakim décide d'acheter le matériel nécessaire à la production de ses propres instrumentales.Il participe officiellement pour la première fois au street CD de son frère intitulé Planète Trappes Vol. 1 avec la chanson J'ai des dettes. Il réalise une partie de l'album de son frère[source secondaire souhaitée], Aller-retour, en 2007. Son premier succès arrive lorsqu'il produit la mixtape Capitale du Crime. Il participe au morceau Capitale du Crime. Ce disque lui permet d'être reconnu en tant que producteur et lui ouvre des portes vers la production de grandes figures du hip-hop français.
Le nom Canardo est une référence au personnage que Saïd imite dans le film La Haine réalisé par Mathieu Kassovitz. Lors d'une dispute, il insulta trois personnes (deux hommes et une femme) de la même manière que Saïd Taghmaoui reprenant la fameuse phrase « Yé vais tous vous niquer, toi, lui, elle ». À la suite de cet événement, ses amis l'ont surnommé de cette façon.
N'arrivant pas à se faire reconnaître en tant que rappeur, Hakim décide avec son frère La Fouine de monter leur propre label Banlieue Sale Music en 2008. Il réalise par la suite une grande partie de l'album de son frère Mes repères et collabore avec Disiz, Salif, Green ou encore Black Kent. Son plus grand succès personnel est Hamdoulah moi ça va en duo avec La Fouine. Avec un seul couplet, toutes les maisons de disques veulent signer le jeune rappeur. Il décide de rentrer chez Warner Music ayant refusé au préalable l'offre de Sony Music : « Mon frère s'y trouvait déjà et j'avais peur qu'il me présente comme un La Fouine Bis. » Il participe ensuite de nouveau à la production à Capitale du Crime : Volume 2 avec son solo Iblis et sur d'autres featurings tels que Krav Maga (Remix), Médicament ou encore Vodka Redbull[réf. nécessaire].

### Depuis 2010
Le 21 juin 2010, à 26 ans, Canardo prend de la hauteur en sortant son premier album intitulé Papillon, dont est extrait le premier single Je ne perds pas le nord. Viennent ensuite Bismillah puis Le Chant du ghetto. Il dédie en outre le morceau Ailleurs, un guitare/voix épuré, à son pays d’origine le Maroc[source secondaire souhaitée]. On[style à revoir] retrouve sur cet album des featurings de La Fouine, Gappy Ranks, Green Money, M.A.S, MLC, Mokho'kaine, Gued’1, B.S.M et Chabodo[source secondaire souhaitée]. Canardo a auto-produit l'album et fait appel à Cutee B, Clément (Animalsons) et Félipé (producteur de Christophe Maé pour l'interprétation, Diam's, Oxmo Puccino, et bien d'autres pour l'écriture[source secondaire nécessaire]. En juillet 2010, le rappeur H-montana l'accuse du plagiat du titre du morceau Henijay présent sur l'album Papillon.  Hakim est également critiqué pour son utilisation poussée du Vocoder mais celui-ci se défend en expliquant qu'il utilise cet instrument non pas pour masquer ses lacunes au niveau du chant mais parce qu'il aime l'utiliser[source secondaire souhaitée]. Le 15 novembre 2010, une mixtape nommée Papillon II est disponible en téléchargement gratuit sur internet[source secondaire souhaitée]. 
Le 15 septembre 2010, Canardo est invité chez Nagui dans le plateau de Taratata[source secondaire souhaitée]. L'émission fut diffusée le 7 janvier 2011. Canardo fonde sa propre structure, Henijai Music, en 2011. Le 24 juillet 2012, Canardo publie sa mixtape A la youv. Il devrait sortir son 2e album à la suite de cette Mixtape courant 2013 car celui-ci voulait le sortir en février 2012 mais il estima qu'il y avait trop de featurings, donc il décide d'en faire une mixtape[source secondaire nécessaire].
Le 10 juillet 2012, il publie sur internet un morceau en hommage à son frère intitulé Super fréro[source secondaire souhaitée].
Canardo a participé en 2014 à la première édition d'AbbéRoad, concert caritatif de la Fondation Abbé Pierre.

## Vie privée
Tout comme son frère La Fouine, Canardo est un homme divorcé et est également père d'une fille. Le décès de sa mère en 2005 provoqua un choc émotionnel dans sa famille et donna envie à Hakim de se rapprocher de son père, ses 6 frères et sœurs (Ilham, Samira, Naima, Laouni, Adil et Kamel) et de se lancer peu à peu dans sa carrière musicale[source secondaire souhaitée].

## Discographie
| 21 juin 2010     | Papillon   | Warner / East West France          | 23 | —  | - |
| 15 novembre 2010 | Papillon 2 | Warner / East West France          | -  | -  | - |
| 24 juillet 2012  | A La Youv  | Warner / East West / Henijai Music | 23 | 85 | - |

### Singles
| Année | Single | Album      |
| ----- | --- | ---------- |
| 2010  | - 1er single : Je ne perds pas le nord - 2e single : Bismillah (feat. Green Money) - 3e single : Le Chant du ghetto - 4e single : Inchallah - 5e single : Priorité - 6e single : Super Heros (feat. Gappy Ranks) | Papillon   |
| 2010  | - 1er single : Déconne - 2e single : Un Rayon de Lumière - 3e single : Banlieue Sale Technique (feat. J-Mi Sissoko) - 4e single : Iblis | Papillon 2 |
| 2012  | - 1er single : À La Youv - 2e single : M'en Aller (feat. Tal) - 2e single : Mele Me - 3e single : À ce qu'il parait - 4e single : Mauvais Plan (feat. Orelsan & Gringe) - 5e single : On encaisse (feat. Mister You) - 6e single : J'suis trop haan (feat. Leck) - 7e single : Ça vient de Paris (feat. S.Pri Noir & Still Fresh) | À La Youv  |

### Autres Singles
- Hamdoulah Moi Ca Va avec La Fouine  (2009)
- Krav maga Remix (2009)
- Nés pour briller avec La Fouine, Green Money, MLC (2010)
- Tout là haut (feat Malsix) (2011)
- Le lion de l'atlas (2011)
- Cash Money (2011)
- Fais Moi Néné (2011)
- A La Youv (2011)
- Laissez les (2011)
- Ils Sont Où ? (feat. Joker Squad et Sem Du-Rokma) (2012)
- J'crois qu'cest mort (feat Dj Kayz)  (2012)
- Bafana Bafana (Remix) avec DJ Battle, La Fouine, Admiral T, Seth Gueko & Nessbeal (2012)
- Paname Boss (La Fouine feat Youssoupha, Sniper, Niro, Sultan, Fababy, Canardo) (2012)
- Mes Ferza (2014)

### Apparitions
- 1999 : La Smala : Calibré
- 2004 : La Fouine feat. Canardo : J'ai des dettes sur le street CD Planète Trappes
- 2005 : La Fouine feat. Kennedy, Canardo, Chabodo, Jazz Malone et L'Skadrille : Symphonie sur l'album Bourré au Son
- 2006 : La Fouine feat. Canardo : Autostoppeur sur le street CD Planète Trappes Vol.2
- 2006 : La Fouine feat. Canardo : Sortez les Guns sur le street CD Planète Trappes Vol.2
- 2006 : Canardo : Banlieue Ouest 2 sur le Street CD Planète Trappes Vol.2
- 2006 : M.A.S feat. Canardo : Arrêtes Ton Speech
- 2007 : S'Kro feat. Canardo : Tu nous connais
- 2008 : Petit Vigne feat. C&Krakk et Canardo : West Side Hallal sur l'album Petit Vigne Music Volume 1
- 2008 : Canardo feat. La Fouine : Capitale du Crime sur la mixtape Capitale du Crime
- 2008 : Edwige feat. Canardo : Un frère ne se remplace pas sur la mixtape Capitale du Crime
- 2008 : Canardo feat. M.A.S : Règlement de comptes sur la compilation Département 78
- 2009 : La Fouine feat. Canardo : Moi hamdoulah Cava sur l'album Mes repères
- 2009 : La Fouine feat. Gued'1, Green Money, Canardo et MLC : Krav Maga remix sur la mixtape Capitale du Crime Vol. 2
- 2009 : Hasko feat. Canardo : Quand la vie t'achéve sur le projet a Chacun sa chance Vol.2
- 2010 : Akey&Focks feat. Canardo : "Malgré nos efforts" extrait de la compile A&S Music "The Mixtape vol1"
- 2010 : Canardo feat. Junior : Christelle (remix)
- 2010 : Amar Hus feat. Canardo : Médicament
- 2010 : La Fouine feat. Canardo, Green Money et MLC : Nés pour briller sur la mixtape Capitale du Crime Vol. 2
- 2010 : La Fouine feat. Canardo, Green Money et Kennedy : Pleure pas sur la mixtape Capitale du Crime Vol. 2
- 2010 : La Fouine feat. Green Money et Canardo : Bang Bang sur la mixtape Capitale du Crime Vol. 2
- 2010 : Canardo : Iblis sur la mixtape Capitale du Crime Vol. 2
- 2010 : Green Money feat. Canardo et MLC : Vodka Redbull sur la mixtape Capitale du Crime Vol. 2
- 2010 : Green Money feat. Canardo : Cité HLM sur la mixtape Capitale du Crime Vol. 2
- 2010 : La Fouine feat. Green Money, Gued'1, Canardo et MLC : Krav Maga Remix sur la mixtape Capitale du Crime Vol. 2
- 2010 : Sheryfa Luna feat. Canardo : Tu Me Manques (Remix)
- 2010 : Canardo feat. Vincenzo, Stk et Aketo : Nos méthodes sur le projet Vue des blocks 3
- 2010 : Petit vigne feat. Canardo et Alioon : Sur mes gardes sur la mixtape Petit Vigne Music Vol.2
- 2010 : Malsix feat. Canardo : Tout là haut sur le maxi de Malsix: "South City"
- 2011 : La Fouine feat. Soprano, Admiral T, Seth Gueko, Nessbeal & Canardo - Bafana Bafana Remix sur l'album de La Fouine, La Fouine vs. Laouni
- 2011 : Enhancer feat Soprano, Salif, Canardo et Lord Kossity - Rêver sa vie sur l'album de Enhancer, Best Of
- 2011 : Sultan feat. Canardo, Youssoupha et REDK - Qui aura ma peau remix
- 2011 : Adousan feat. Canardo - Appelle qui tu veux sur Rafale Bucale
- 2011 : Amar Hus feat. Canardo, Sem du Rokma, MLC et M.A.S - Banlieue Ouest Side (BOS)
- 2011 : BR feat. Canardo - Ca Ne Changera Pas - sur le l'album "Puissance Rap 2012"
- 2011 : Sofiane feat. Canardo - Enfants de la rue - sur Blacklist
- 2011 : Canardo - A la youv sur Capital du crime 3
- 2011 : Eden Bastos feat. Karbo, Sonia et Canardo - Difficile
- 2011 : 3010 feat. Canardo - Vif ou mort sur Premium II
- 2012 :  DJ Battle feat. La Fouine, Francisco, Sultan, M.A.S, Canardo & 3010 "Jalousie Remix"
- 2012 : La Fouine feat. Sniper, Niro, Youssoupha, Canardo, Fababy et Sultan : Paname Boss sur l'album de La Fouine : Drôle de Parcours
- 2012 : Sofiane feat. Canardo - "Favela" sur "I need money 3 days theory"
- 2012 : Canardo : Super Fréro
- 2013 : H Magnum feat. Canardo : Je Vais Te Biire extrait de Fin de Dream de H Magnum
- 2013 : Canardo : Pas dans l'album #1
- 2013 : MLC Feat Canardo & Sultan - Passe à la caisse
- 2013 : Canardo : Pas dans l'album #2
- 2013 : Canardo : Tong Po
- 2013 : Canardo feat. DJ Hamida : Attend j'arrive
- 2013 : Canardo feat. Kathleen : Je marche seule
- 2013 : Canardo feat. DJ Quick - Elle me rend dingue
- 2013 : The Mess feat Canardo : Honneur aux dames
- 2013 : Kathleen feat. Canardo : Je marche seule
- 2013 : H-Ill Tal feat. Canardo :  Fais-le
- 2013 : Coco tkt feat. Canardo : on se revoit demain
- 2014 : Djazzi feat. Canardo, DJ E-Rise & Leck - Pas très clair
- 2014 : DJ Hamida feat. Canardo - Plus de crédit
- 2014 : DJ Skorp feat. La Fouine] Sultan et Canardo - Touche à rien
- 2014 : La Fouine feat. Canardo - Rien A Perdre sur CDC4
- 2014 : La Fouine  feat. Canardo - Belvé sur CDC4
- 2014 : La Fouine feat. Canardo, Sultan & GSX - Peace Sur Le FN sur CDC4
- 2014 : Kinio feat. S.teban, 3010, Amy, S.Pri Noir, Canardo & Aketo - Money
- 2018 : Marine Dawn feat. Canardo - Heavy Heart
- 2023 : Grisha, Templar et Stélio Staff feat. Canardo - Les Anges et les Rats sur Carbone Quatorze Mixtape

## Apparitions dans les clips
- 2007 : On S'en Bat Les Couilles de La Fouine
- 2007 : Cherche La Monnaie de La Fouine
- 2008 : Ça Fait Mal (Remix) de La Fouine
- 2009 : Il m'a dit de Black Kent
- 2009 : Bête de Bombe 4 de Disiz
- 2009 : Krav Maga de La Fouine
- 2010 : 2016 Greenologie de Green Money
- 2011 : Nhar Sheitan Click de La Fouine
- 2012 : Pilote de M.A.S
- 2012 : Il se passe quelque chose de La Fouine et Youssoupha